# Waldburg-Zeil Kliniken
Die Waldburg-Zeil Kliniken sind die Kliniken des Hauses Waldburg-Zeil. Sitz des Unternehmens ist Neutrauchburg, ein Ortsteil von Isny im Allgäu im Landkreis Ravensburg in Baden-Württemberg. Neben der Verwaltung des land- und forstwirtschaftlichen Grundbesitzes, Beteiligungen am Schwäbischen- und Allgäuer Zeitungsverlag entwickelten sich die Kliniken zu einem Schwerpunkt der wirtschaftlichen Aktivitäten des Hauses Waldburg-Zeil. 

## Geschichte

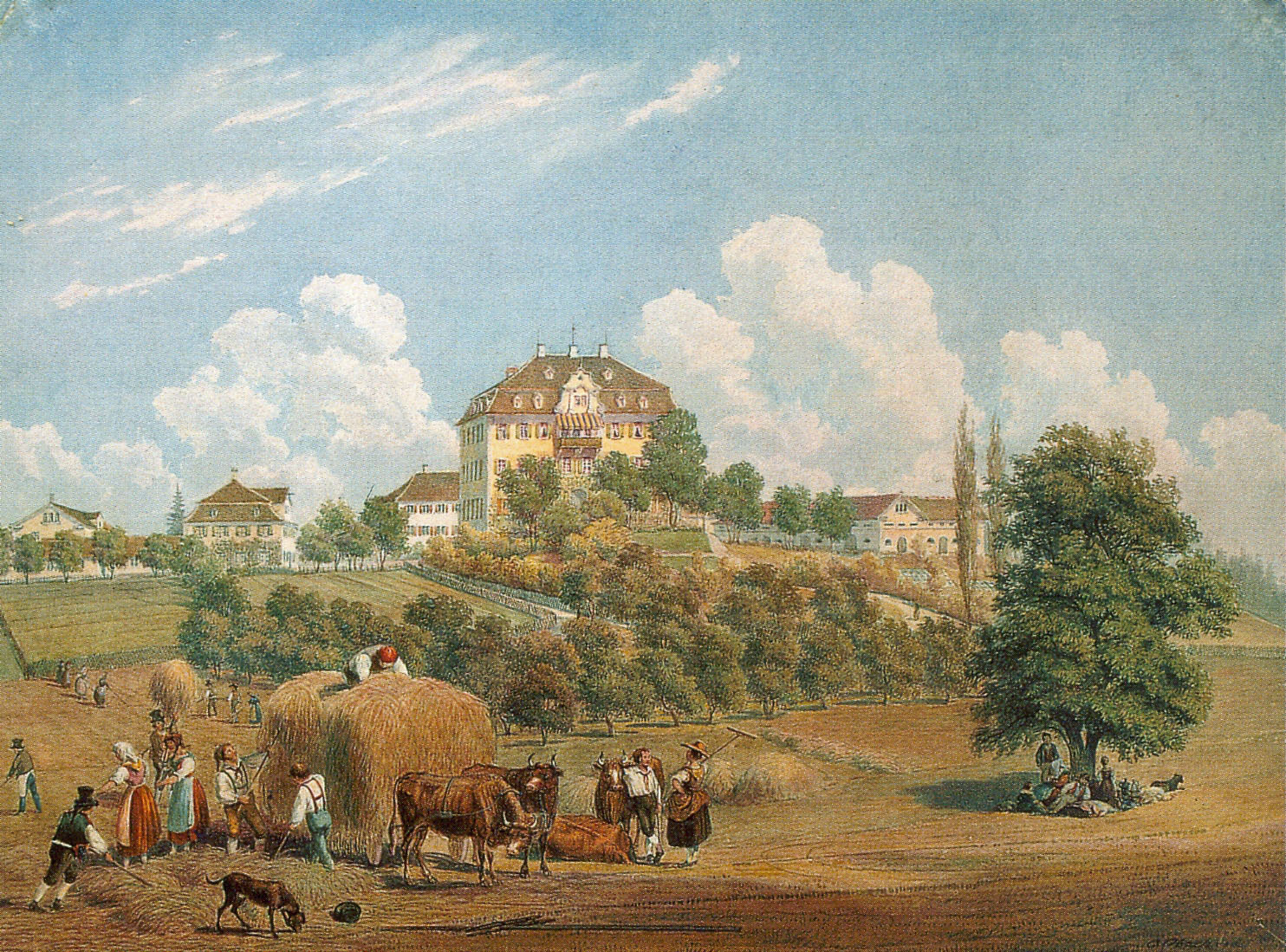
Schloss Neutrauchburg (früheres Amtshaus)

Den Anfang nahm der Kurbetrieb mit dem Schlossgasthof Sonne. Er wurde zusammen mit der Stiftung der Lorettokapelle 1686 durch Gräfin Monika von Waldburg-Trauchburg errichtet. Schon der erste Pächter, ein Bierbrauer aus Ochsenhausen, erhielt das Recht, Gäste zu beherbergen, Brot zu backen, Salz zu verkaufen, Branntwein zu brennen und auf eigene Kosten eine Brauerei zu errichten. So konnten sich die zahlreichen frommen Besucher der Kapelle nach vollbrachter Andacht nebenan im Wirtshaus stärken. 1954 hatte das Gasthaus zur Sonne drei Fremdenzimmer. 1957 erfolgten die ersten Kuranwendungen in der Gastwirtschaft zur Sonne. 1958 wurden erste Patienten in die umbenannte Kuranstalt Sonne Neutrauchburg verwiesen, und es erfolgte die Einrichtung einer medizinischen Abteilung.
1963 wurde die Kuranstalt Alpenblick in Isny-Neutrauchburg eröffnet. In den nächsten Jahren erfolgten weitere Eröffnungen, darunter 1971 die Klinik Oberammergau. 1973 wurde die neue Zentrale in Isny-Neutrauchburg eingeweiht. In den 80er Jahren folgten zahlreiche Neu- und Erweiterungsbauten. 2000 wurden die Fachkliniken Wangen im Allgäu übernommen.
Rund 3000 Mitarbeiter behandeln jährlich über 60.000 Fälle. Zu den Waldburg-Zeil Kliniken zählen 9 Rehabilitationskliniken, 2 Fachkliniken mit Akut- und Rehabilitationsmedizin sowie 1 Therapeutisches Bewegungszentrum mit über 2861 Betten.